# (36388) 2000 OY32
2000 OY32 (asteroide 36388) é um asteroide da cintura principal. Possui uma excentricidade de 0.16713460 e uma inclinação de 4.08577º.
Este asteroide foi descoberto no dia 30 de julho de 2000 por LINEAR em Socorro.